# Litoria rubrops
A Litoria rubrops a kétéltűek (Amphibia) osztályának békák (Anura) rendjébe, a Pelodryadidae családba, azon belül a Pelodryadinae alcsaládba tartozó faj.

## Előfordulása
A faj Pápua Új-Guinea endemikus faja. Természetes élőhelye a szubtrópusi vagy trópusi nedves síkvidéki erdők, folyók.